# .lc
A .lc Saint Lucia internetes legfelső szintű tartomány kódja, melyet 1991-ben hoztak létre.